# Ірландські монети євро
Ірландські монети євро — вісім монет євро, випущених Монетним двором Ірландії. Кожна з монет містить на аверсі зображення арфи, символу Ірландії, починаючи від доби Середньовіччя. Малюнок являє собою стилізацію Арфи Браяна Бору (герб Ірландії), кельтської арфи. Всі монети містять на реверсі 12 зірок ЄС, рік випуску і назву Ірландії - Éire гельською мовою. Щороку Ірландський монетний двір також випускає обмежену кількість наборів монет якості пруф.

## Дизайн національної сторони
| 0,01 € | 0,02 € | 0,05 €           |
| ------ | ------ | ---------------- |
|        |        |                  |
| 0,10 € | 0,20 € | 0,50 €           |
|        |        |                  |
| 1,00 € | 2,00 € | Гурт монети в €2 |
|        |        |                  |

## Випуск монет
Джерело:
| Номінал                                                                                                | €0,01       | €0,02       | €0,05       | €0,10       | €0,20       | €0,50       | €1,00       | €2,00      | €2,00 пам'ятна |
| --- | ----------- | ----------- | ----------- | ----------- | ----------- | ----------- | ----------- | ---------- | -------------- |
| 2002                                                                                                   | 404.334.788 | 354.638.386 | 456.265.848 | 275.908.284 | 234.570.562 | 144.139.592 | 135.134.737 | 90.543.166 | ///            |
| 2003                                                                                                   | 77.902.182  | 177.290.034 | 48.352.370  | 133.815.907 | 57.142.221  | 11.812.326  | 2.520.700   | 2.631.076  | ///            |
| 2004                                                                                                   | 174.833.634 | 143.004.694 | 80.354.322  | 36.772.778  | 32.421.447  | 6.749.312   | 1.632.990   | 3.738.186  | ///            |
| 2005                                                                                                   | 127.019.391 | 72.599.884  | 56.509.380  | 4.707.786   | 40.494.062  | 17.308.568  | 6.824.777   | 12.037.981 | ///            |
| 2006                                                                                                   | 105.468.273 | 26.628.597  | 88.058.370  | 9.263.411   | 10.417.229  | 1.021.138   | 4.078.722   | 3.920.519  | ///            |
| 2007                                                                                                   | 18.515.843  | 84.291.248  | 36.225.742  | 54.434.307  | 12.953.789  | 4.991.002   | 1.850.049   | 5.413.663  | 4.650.112      |
| 2008                                                                                                   | 5.744.031   | 52.068      | 50.000      | 11.794.508  | 14.786.835  | 50.000      | 2.609.757   | 5.822.003  | ///            |
| 2009                                                                                                   | 11.626.863  | 5.049.923   | 28.333.341  | 10.850.328  | 4.279.307   | 1.866.011   | 3.314.828   | 30.063     | 3.805.908      |
| 2010                                                                                                   | ???         | ???         | ???         | ???         | ???         | ???         | ???         | ???        | ///            |
| /// = монети не карбувалися, ??? = дані відсутні, — = монети карбувалися тільки для ознайомчих наборів |             |             |             |             |             |             |             |            |                |

## Ідентифікаційні знаки
| Національний ідентифікатор | éıʀe |
| Знак монетного двору       | —    |
| Ініціали дизайнера         | —    |
| Знаки по гурту монети €2   |      |